# Transcripció del sistema postal xinès
La romanització postal o pinyin postal va ser un sistema de transcripció de topònims de la Xina a l'alfabet llatí (romanització) inventat a principis del segle xx. Va ser usat a bastament, ben bé fins a la dècada del 1980 en què perdé ús davant del hanyu pinyin. El sistema es va aprovar formalment a la conferència del sistema de Correu de l'Imperi xinès realitzada a Xangai l'any 1906, a finals de la dinastia Qing.
No era un mètode sistemàtic de transcripció sinó que utilitzava noms tradicionals ja adoptats internacionalment i simplificacions d'altres sistemes de transcripció com el de Wade-Giles. Sovint s'adaptava l'ortografia a la pronúncia local o a la de Nanquín. No obstant, es feia difícil determinar la pronúncia xinesa pel fet que les transcripcions se simplificaven eliminant els apòstrofs, guionets, accents i altres signes diacrítics, per a facilitar-ne la transmissió via telègraf.

## Característiques
- No s'usen signes diacrítics
- S'utilitzen formes tradicionals encara que siguin irregulars:
Canton (Guangzhou), Chefoo (Zhifu), Foochow (Fuzhou), Soochow (Suzhou), Chinkiang (Zhenjiang), Chinwangtao (Qinhuangdao)...
- Ús d'idiomes locals en comptes del mandarí:
  - Cantonès: Kongmoon (Jiangmen), Sunwui (Xinhui)...
  - Hokkien: Amoy (Xiamen), Changchew (Zhangzhou), Chinchew (Quanzhou), Quemoy (Kinmen), Swatow (Shantou)...
  - Manxú: Kirin (Jilin), Mukden (Shenyang)...
- si es correspon amb el xi del pinyin:
Kwangsi (Guangxi), Sian (Xi'an), Sinkiang (Xinjiang), Shansi (Shanxi), Sining (Xining)...
- Quan la u del pinyin forma part d'un diftong o és semivocal s'usa w:
Ankwo (Anguo), Kinchow (Jinzhou), Kwangsi (Guangxi)...
- En posició inicial de síl·laba s'usen les consonants sordes p, t, k, ch, ts en comptes de b, d, g, zh, z del pinyin:
Peking (Beijing), Hupeh (Hubei), Shantung (Shandong), Kwangtung (Guangdong), Tsingtao (Qingdao)...
- S'usa una h final per a l'antic to d'entrada perquè encara es pronuncia com a pausa glotal al dialecte de Nanquín:
Chengteh (Chengde), Wensuh (Wensu)...
- La distinció entre tsi i ki depèn de la palatalització del mandarí meridional. En mandarí estàndard les dues formes són palatalitzades i en pinyin es redistribueixen en qi i ji segons la seva aspiració, per tant es poden donar les quatre correspondències diferents:
tsi → ji: Tientsin (Tianjin) i Tsinan (Jinan)
ki → ji: Peking (Beijing), Nanking (Nanjing), Fukien (Fujian), Heilungkiang (Heilongjiang), Kiangsu (Jiangsu) i Kinchow (Jinzhou)
tsi → qi: Tsingtao (Qingdao) i Tsinghai (Qinghai)
ki → qi: Chungking (Chongqing)